# Iván Hindy
Iván Vitéz Hindy de Kishind o Vitéz Kishindi Hindy Iván (28 de junio de 1890, Budapest – 29 de agosto de 1946, ibídem) fue un oficial del Real Ejército Húngaro durante la Segunda Guerra Mundial.
El coronel general Hindy comandó el primer cuerpo húngaro desde el 16 de octubre hasta el 12 de febrero de 1945.
Desde el 29 de diciembre, Hindy también comandó a los defensores húngaros de Budapest durante el Sitio de Budapest. El 11 de febrero de 1945, Hindy fue capturado por los soviéticos mientras trataba de escapar, justo antes de la caída de la ciudad el 13 de febrero. El comandante de los defensores alemanes de Budapest, el general de las Waffen SS Karl Pfeffer-Wildenbruch, que planeó el intento de fuga fue capturado igualmente.
Hindy fue condenado a muerte luego de la guerra y ejecutado en 1946.